# 馬利奧萬卡 (舍佩蒂夫卡區)
50°10′46″N 27°18′26″E / 50.17944°N 27.30722°E
馬利奧萬卡（烏克蘭語：Мальованка），是烏克蘭的村落，位於該國西部赫梅利尼茨基州，由舍佩蒂夫卡區負責管轄，始建於1847年，面積140平方公里，海拔高度263米，2020年人口50。